# Лозица (Плевенская область)
Лозица (болг. Лозица) — село в Болгарии. Находится в Плевенской области, входит в общину Никопол. Население составляет 304 человека.

## Политическая ситуация
В местном кметстве Лозица, в состав которого входит Лозица, должность кмета (старосты) исполняет Преспа Димитрова Владимирова (Болгарская социалистическая партия (БСП)) по результатам выборов правления кметства.
Кмет (мэр) общины Никопол — Валерий Димитров Желязков (Болгарский земледельческий народный союз (БЗНС)) по результатам выборов в правление общины.